# Bloodsuckers (téléfilm)
Pour les articles homonymes, voir Bloodsuckers.
Pour plus de détails, voir Fiche technique et Distribution.
Bloodsuckers est un téléfilm canadien réalisé par Matthew Hastings et diffusé aux États-Unis le 30 juillet 2005 sur Sci Fi Channel.

## Synopsis
Une espèce de vampires extraterrestre vise à conquérir l'Univers. Un vaisseau terrien transporte une équipe spécialisée pour les combattre, composée d'Humains et d'un demi-vampire/demi-humain.

## Fiche technique
- Titre : Bloodsuckers
- Réalisation : Matthew Hastings
- Scénario : Matthew Hastings
- Musique : Davor Vulama
- Photographie : Eric J. Goldstein
- Montage : Garry M. B. Smith
- Décors : Bob Bottieri
- Costumes : Sheila White
- Production : Daniel Grodnik, Matthew Hastings, Gilles LaPlante et Andrew Stevens
- Société de production : Vega Productions et Kandu Entertainment
- Budget : 1,7 million de dollars américains
- Pays d'origine : Canada
- Format : Couleurs - 1,85:1 - Dolby Digital - 35 mm
- Genre : Action, horreur et science-fiction
- Durée : 99 minutes
- Dates de diffusion : 8 mai 2005 (France), 30 juillet 2005 (États-Unis)

## Distribution
- Joe Lando : Churchill
- Dominic Zamprogna : Damian
- Natassia Malthe : Quintana
- Leanne Adachi : Rosa
- Aaron Pearl : Roman
- A.J. Cook : Fiona
- Michael DeLuise : Gilles
- Michael Ironside : Muco
- David Palffy : Phleg
- Elias Toufexis : l'officier Brackish
- Carrie Fleming : la femme de Damian
- Charisse Baker : une femme
- John DeSantis : Ble-Ka
- Geoff Redknap : la créature
- Krista Bell : la mère de Roman

## Autour du film
- Le tournage s'est déroulé à Vancouver, en Colombie-Britannique.